# Skunksik smukły
Skunksik smukły (Spilogale gracilis) – gatunek ssaka z rodziny skunksowatych (Mephitidae).

## Występowanie
Występuje w zachodniej części Ameryki Północnej, w zachodniej części USA, północnym Meksyku i południowo-zachodniej części Kolumbii Brytyjskiej. Występuje na terenach górzystych, na ogół blisko strumieni otoczonych skałami.

## Opis
Skunksik smukły jest przeszło dwa razy mniejszy od skunksa zwyczajnego. Długość zwierząt wraz z ogonem waha się od 35 do 45 cm (średnio 42,3 cm). Samce ważą 336 to 734 g (średnio 565 g). Samice zarówno długość ciała, jak i ciężar mają przeciętnie o 6% mniejszy. Ich średnia długość wynosi 36 cm, a ciężar 36,8 g. Sam ogon natomiast ma długość u samców 13,4 cm, a u samic 12,9 cm.
Ma puszyste, czarno-białe futro, przy czym u dorosłych osobników biel przybiera niekiedy wyraźnie kremowy odcień. W przeciwieństwie do skunksa zwyczajnego sprawiają wrażenie czarnych z szerokimi białymi pasami grzbietowymi i brzusznymi zaczynającymi się od tyłu głowy i biegnącymi wzdłuż ciała. Uszy ma małe, okrągłe z białą plamką. Biała plamka występuje też na ogół między oczami. Ich ogon o długości od 10 do 16 cm jest bardzo puszysty, o długich włosach, przeważnie czarnych u nasady, przechodzących w jaśniejsze na końcu. Pazury na przednich łapach ma dłuższe i bardziej zakrzywione, niż na tylnych.

## Behawior
Aktywny o zmierzchu. Krótkowzroczny. Lepiej od wzroku działają zmysły węchu i dotyku. Terytorialista, zwłaszcza gdy chodzi o samce. Ich terytorium ma średnicę do 1 km. Samice w okresie zimowym łączą się w grupy do 20 osobników i śpią przez tygodnie, aczkolwiek nie są prawdziwymi hibernatorami.
Mają podobny do skunksów behawior obronny, tzn. w razie zagrożenia spryskują wroga cuchnącą wydzieliną gruczołów odbytowych. Spryskanie to ma charakter „wystrzelenia” spreju, a poprzedza go szereg znaków: podniesienie ogona, tupanie, syczenie, drapanie, a następnie odwrócenie się i wycelowanie między oczy wroga. Wystrzeliwana wydzielina wygląda jak szare mydło i zasięg jej rażenia dochodzi do 30 m. Zawiera ona merkaptany i inne cuchnące związki organiczne.

## Rozmnażanie
Okres aktywności rozrodczej samców rozpoczyna się w końcu marca i trwa do września. Wtedy powiększają się jądra i zaczynają być produkowane plemniki. Ruja u samic ma miejsce we wrześniu i dopiero wtedy dochodzi do zapłodnienia. Wyboru partnera dokonują samice. Ciąża trwa 210–230 dni, przy czym przez 180–200 dni płody w stadium blastuli pływają swobodnie w macicy bez zagnieżdżenia się w jej ścianach. Młode rodzą się pod koniec kwietnia i w maju. Mioty liczą od 2 do 5 sztuk. Opiekuje się nimi wyłącznie matka przez około 4-5 miesięcy. Samice mogą zajść w ciążę już w pierwszym roku życia. Samce swoją aktywność rozrodczą wykazują rok później.

## Pokarm
Są generalistami pokarmowymi. Odżywiają się owadami, jajami ptasimi, młodymi królikami, owocami, drobnymi ssakami, a także stawonogami i pajęczakami. Opisywani są jako złodzieje jaj indyków na fermach. Łatwo przystosowuje się do nowych źródeł żywności, jakie tworzy cywilizacja ludzka.

## Znaczenie gospodarcze
Zwalczają dość skutecznie owady i pajęczaki w okresach ich masowych pojawień, przyczyniając się do ochrony upraw. Ponadto sprawdzają się jako domowi ulubieńcy, gdyż są przyjazne i dają się tresować. Z drugiej strony dzikie populacje skunksika mogą wyrządzać szkody budując nory w obrębie domostw i na strychach oraz kradnąc jaja indycze z ferm.